# Joseph Karl Stieler

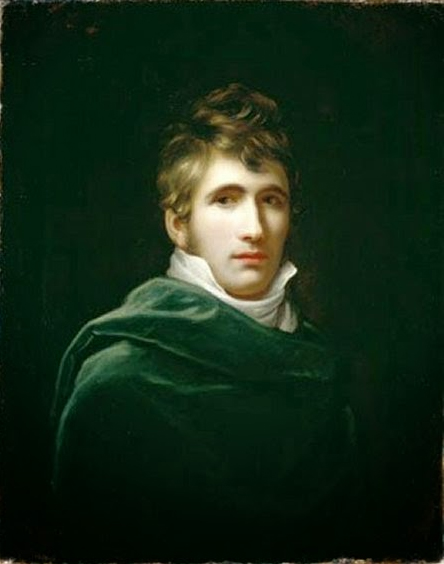
Zelfportret, 1806, Städtische Galerie im Lenbachhaus, München

Joseph Karl Stieler (Mainz, 1 november 1781 - München, 9 april 1858) was een Duitse kunstschilder, vooral bekend door zijn portretten van beroemde tijdgenoten en mooie vrouwen.

## Leven en werk
Stieler werd al op jonge leeftijd in de schilderkunst opgeleid door zijn vader August Friedrich Stieler (1736–1789). Na de vroege dood van zijn vader ging hij aan de slag als miniatuurschilder om bij te dragen aan het levensonderhoud van de familie. Door zijn werk als miniatuurschilder leerde hij freiherr Karl Theodor von Dalberg kennen, die hem in zijn verdere loopbaan zou ondersteunen. In 1802 trok hij voor een kunststudie naar Wenen, maakte kort daarna een reis door Rusland en ging in 1807 voor anderhalf jaar naar Parijs, waar hij studeerde bij François Gérard, een leerling van de grote classicist Jacques-Louis David. Eind 1808 vestigde hij zich als onafhankelijk portretschilder in Frankfurt am Main. In 1810 maakte hij een reis naar Italië, in 1816 portretteerde hij onder andere te Wenen keizer Frans I. In 1820 werd Stieler hofschilder bij de koning van Beieren, Maximiliaan I Jozef, en zou dat, vanaf 1825 onder Lodewijk I van Beieren, tot 1855 blijven.
Stielers stijl is sterk beïnvloed door het Franse classicisme, maar heeft ook duidelijk barokke elementen, overgehouden aan zijn miniatuurperiode. Zijn werk typeert zich door een sterke technische vaardigheid en een geheel eigen omgang met compositie en lichtinval, vaak gebruik makend van licht-donkercontrasten. Stieler werd het meest bekend om zijn portretten, waarbij hij altijd de volledige focus richtte op het model, zonder decoratieve toevoegingen. Hij legde beroemde tijdgenoten vast op het witte doek, waaronder Goethe, Beethoven, Wagner, Schelling, Amalia van Oldenburg, Ludwig Tieck, en Von Humboldt. Daarnaast werd hij beroemd door zijn 34 portretten van ‘schone’ Beierse vrouwen, verzameld in de zogenaamde Schönheitengalerie van Slot Nymphenburg.
Na zijn pensionering als hofschilder leefde Stieler nog een paar jaren in een zomerhuis te Tegernsee. Hij overleed in 1858 te München ten gevolge van een longontsteking.

## Beroemdheden

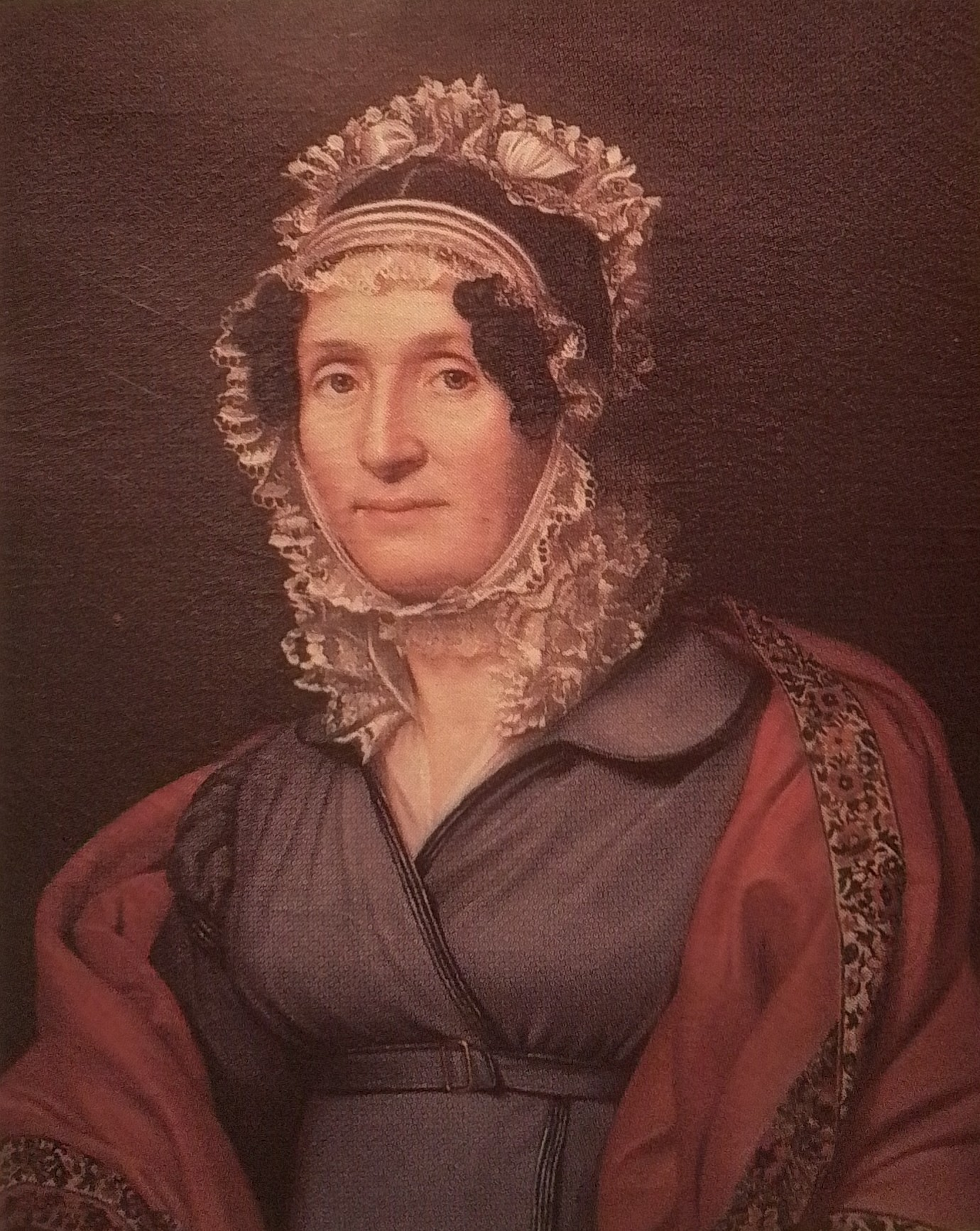
Maria Laetitia Ramolino, 1811
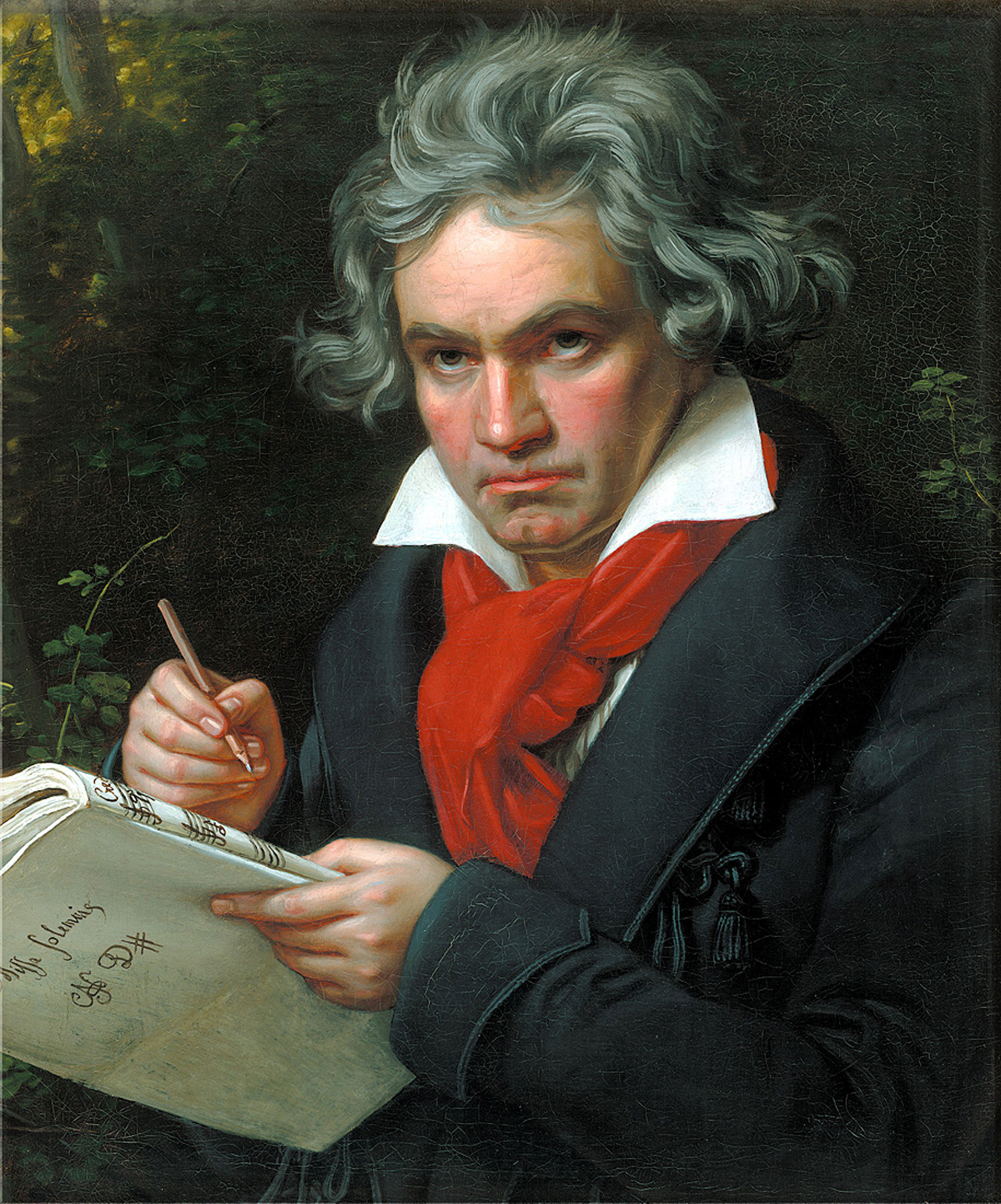
Ludwig van Beethoven, 1820, Beethoven Haus, Bonn
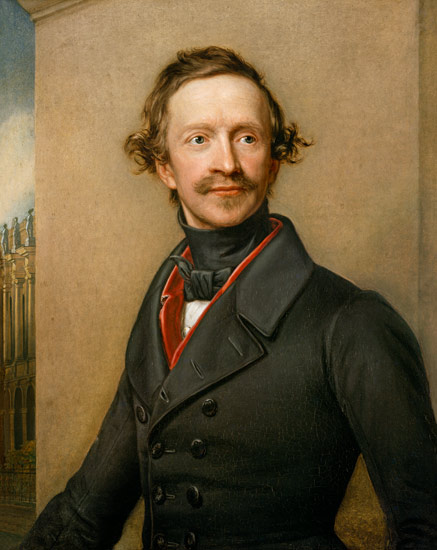
Lodewijk I van Beieren, ca. 1825
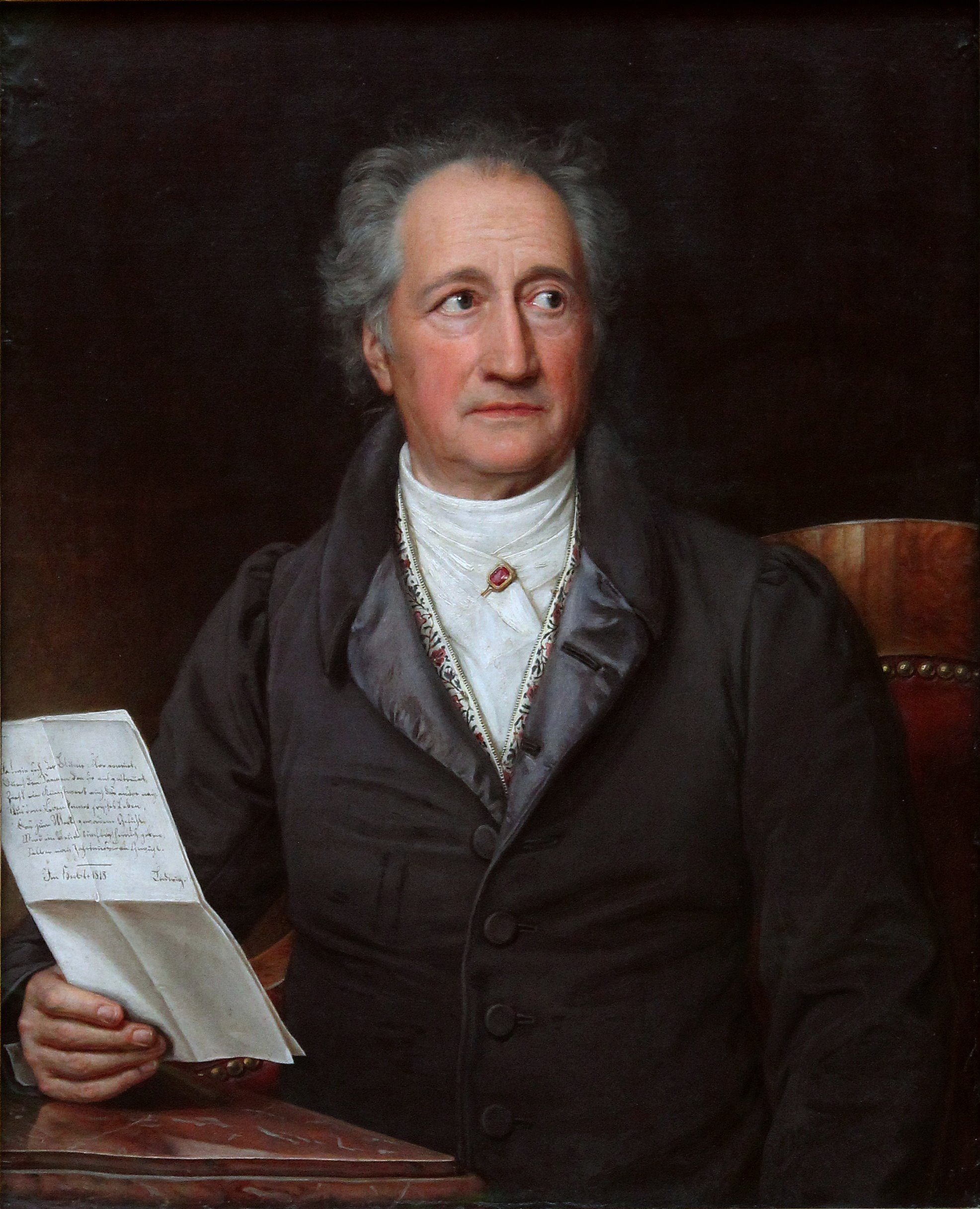
Johann Wolfgang von Goethe, 1828, Neue Pinakothek, München
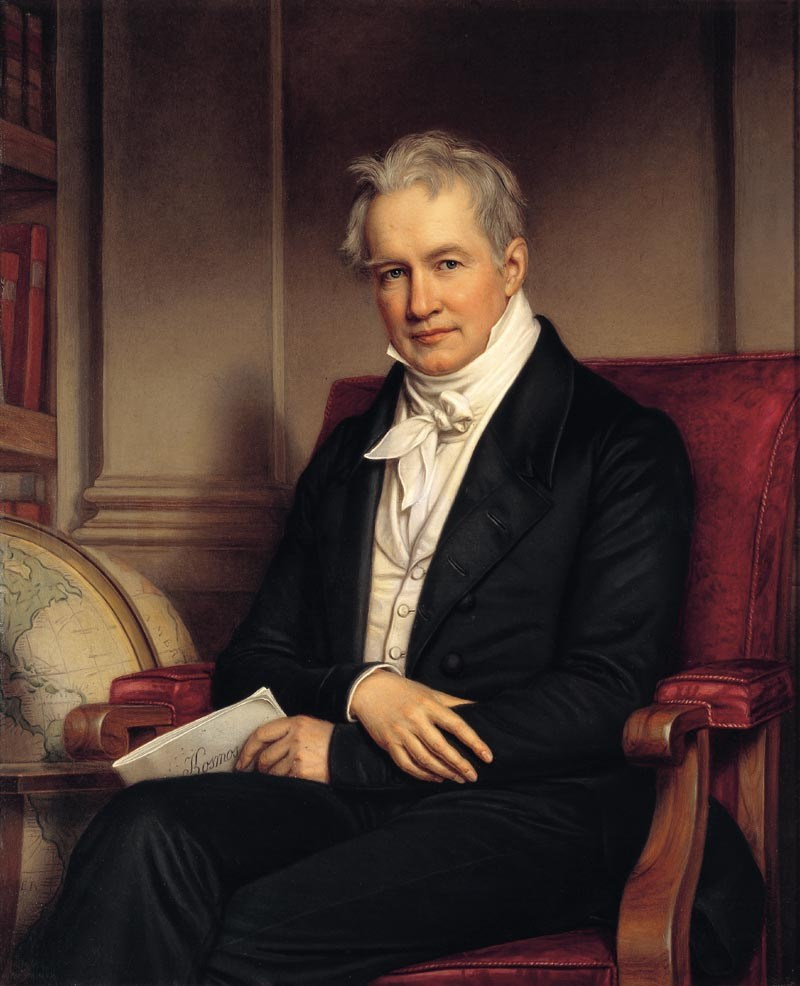
Alexander von Humboldt, 1843, Slot Charlottenhof, Potsdam
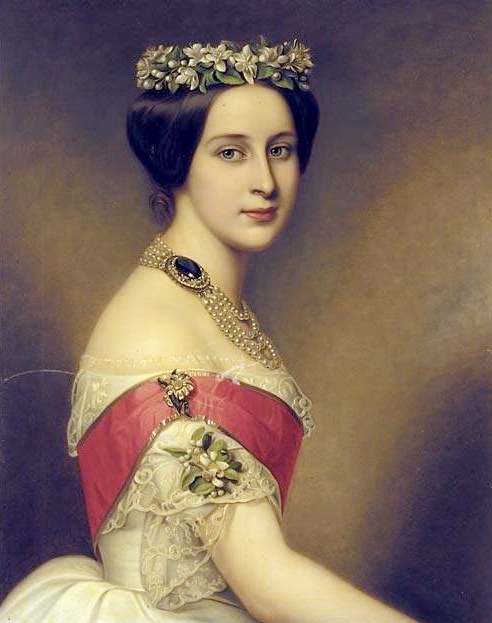
Alexandra van Saksen-Altenburg, ca. 1850

## Galerij van Schoonheden inSlot Nymphenburg, München

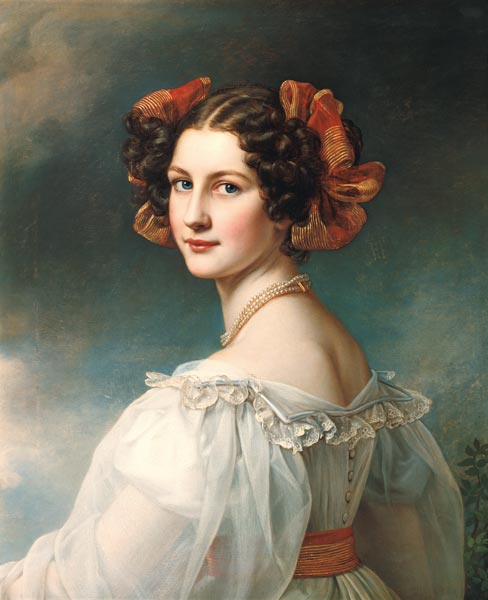
Nanette Kaula, 1827
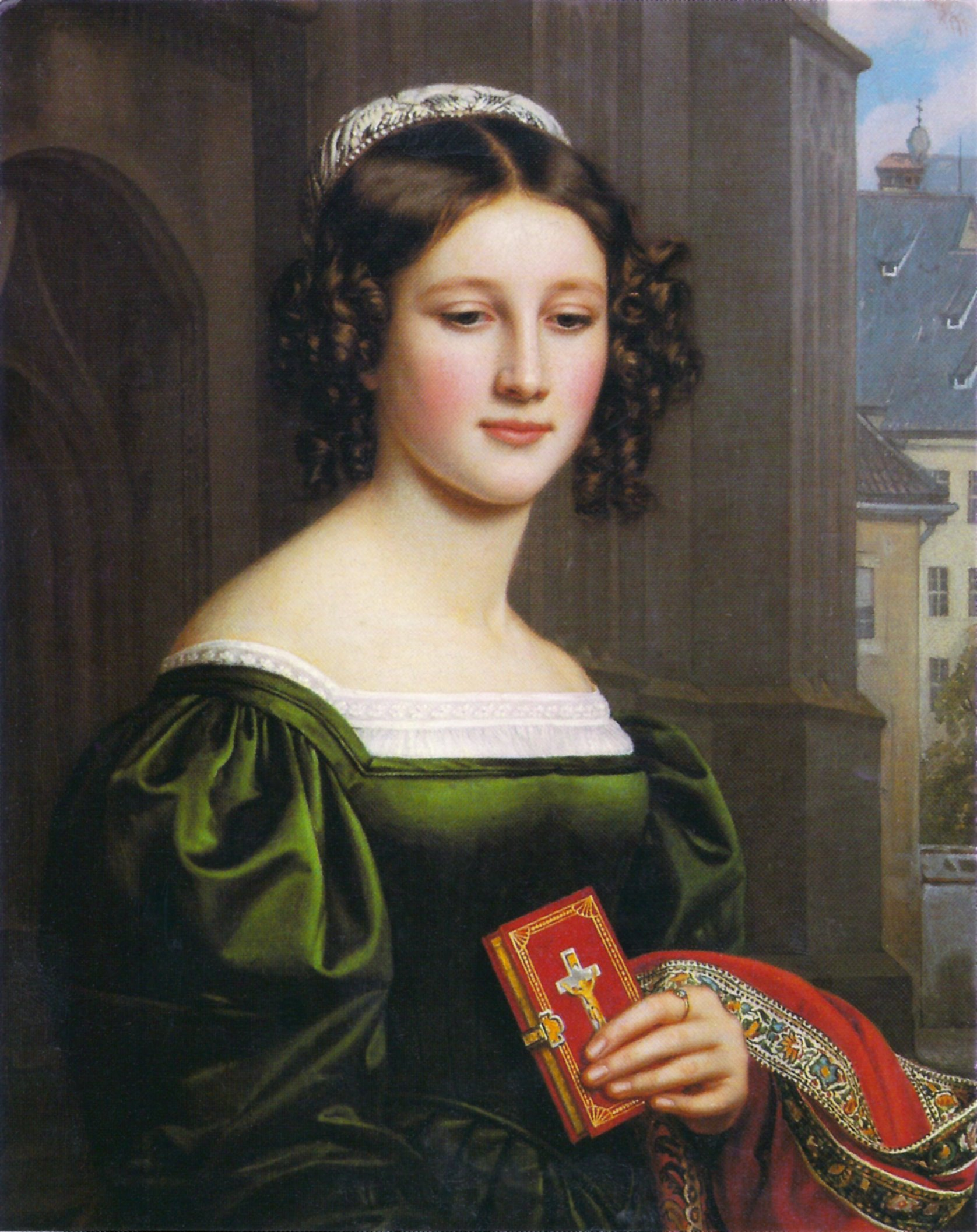
Anna Hillmayer, 1829
Helene Sedlmayr, ca. 1830
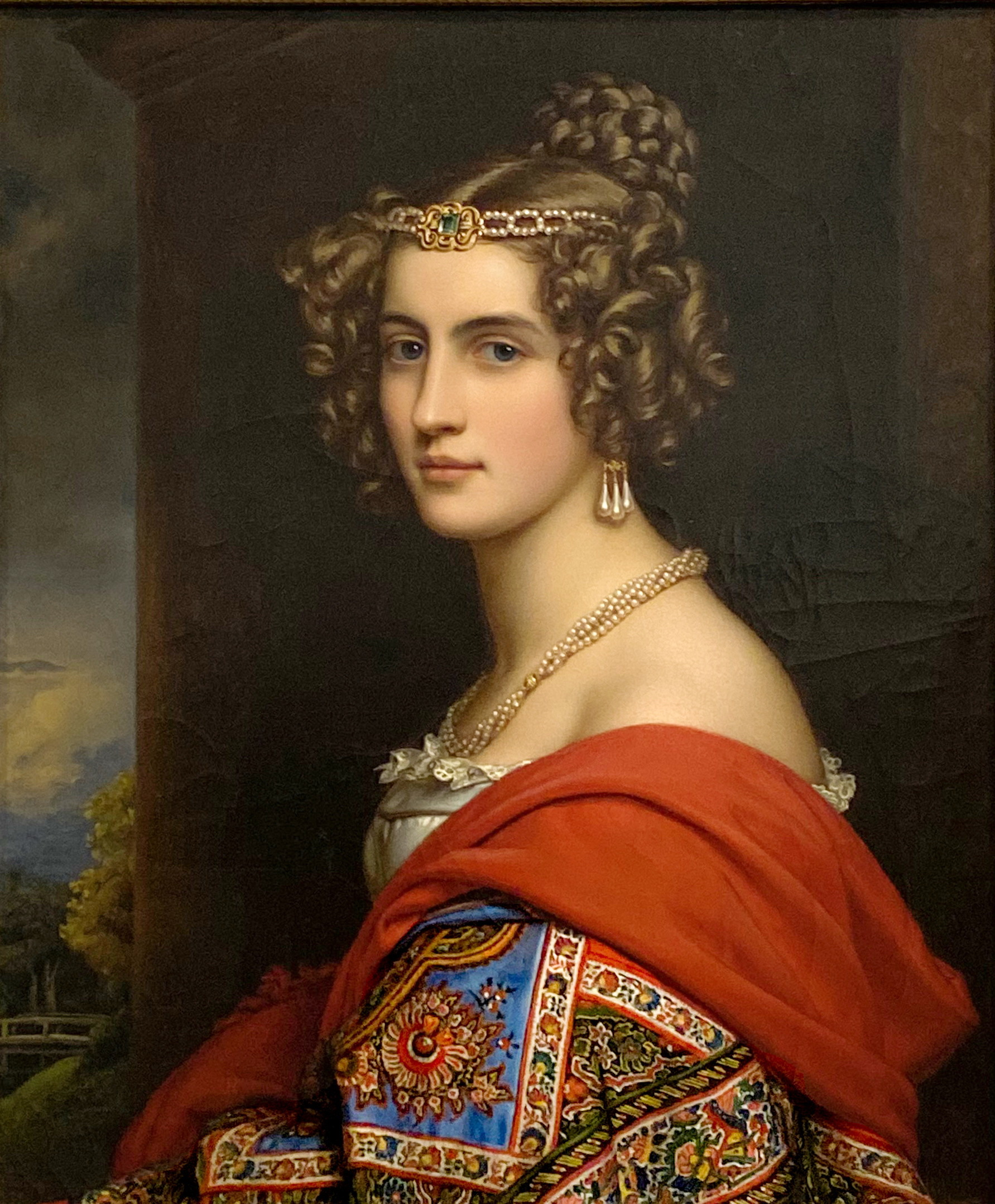
Amalie von Schintling, 1831
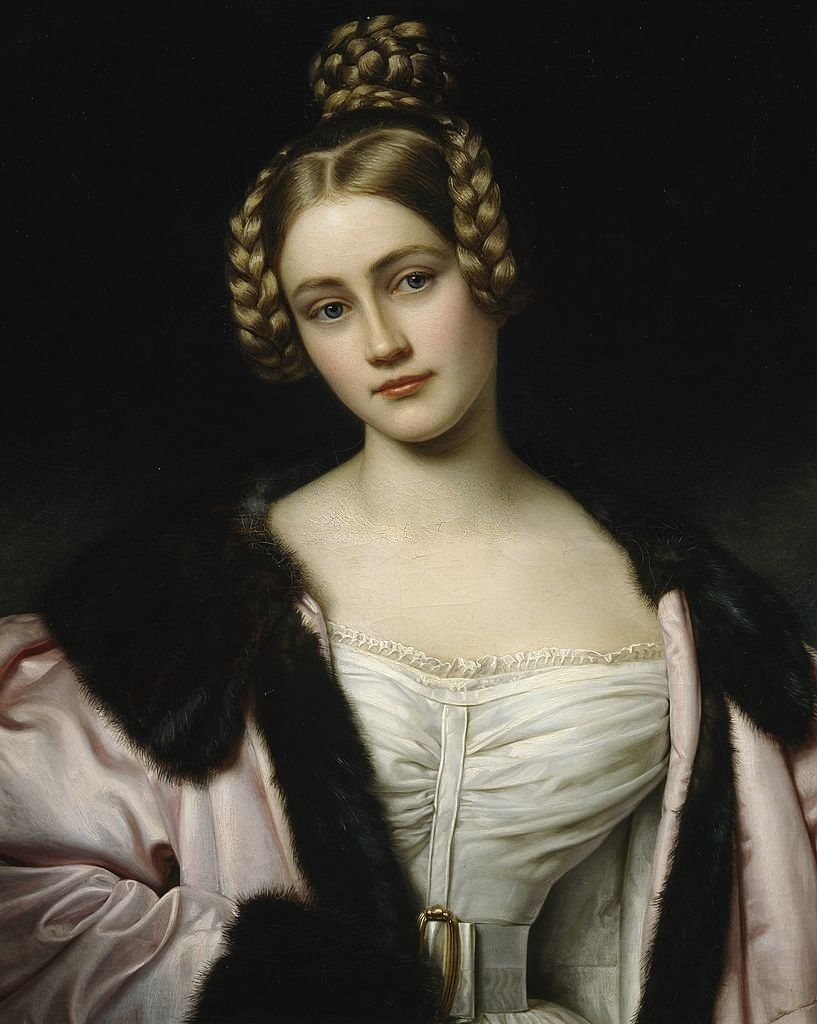
Caroline von Holnstein, 1834